# Ocupación de Polonia (1939-1945)

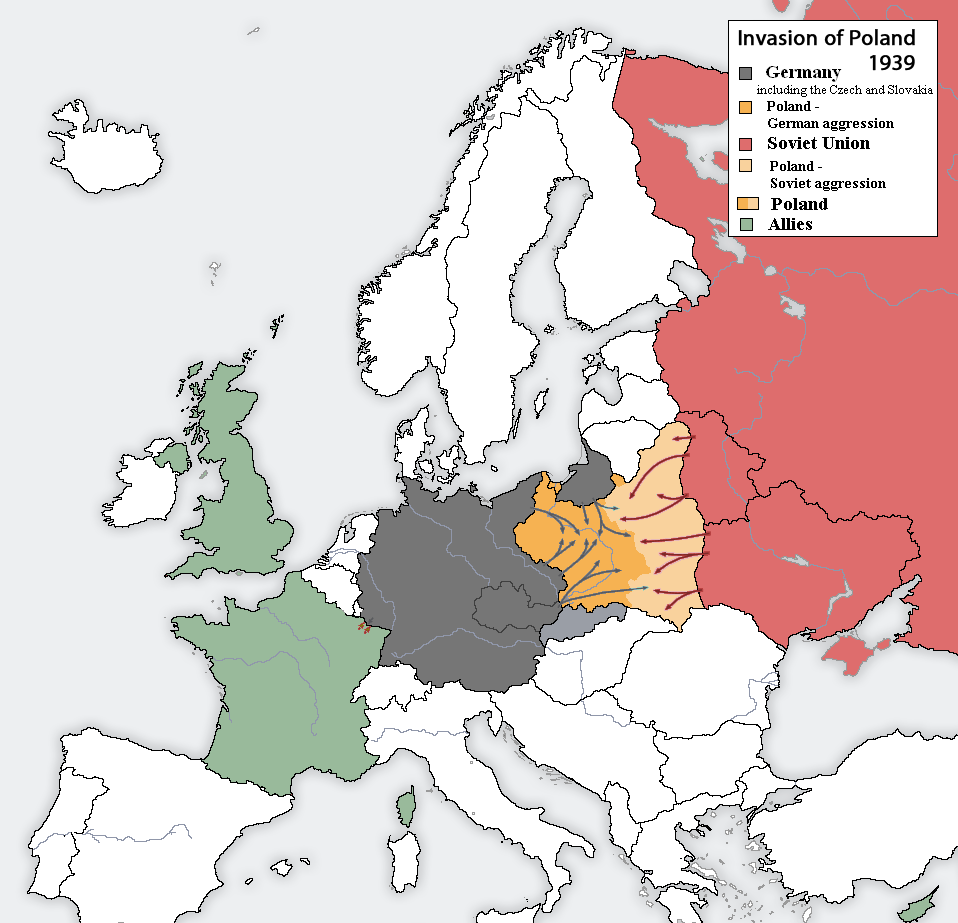
Mapa que muestra el avance de los ejércitos alemán y soviético durante la invasión de Polonia.

La ocupación de Polonia (1939-1945) se trata de los eventos ocurridos tras el asalto de las tropas nazis al territorio de la recientemente refundada República de Polonia, y a su reparto con la Unión Soviética en 1939; ocurrido tras la firma del tratado de no agresión entre la Alemania nazi y la URSS.

## Inicios
En 1939, después de la Invasión alemana de Polonia de 1939 y la Invasión soviética de Polonia de 1939 comenzó un largo periodo de sufrimiento para su población. 
En la Polonia ocupada por Alemania, la calidad de vida de los polacos, especialmente de los judíos de Polonia, se empezó a deteriorar rápidamente, ya que la ideología nazi los calificaba como infrahumanos. En el lado soviético, la población también fue humillada, en este caso no por su raza, sino por su afiliación política. En la llamada masacre de Katyn, miles de oficiales polacos fueron ejecutados en masa. Se estima que la cantidad de víctimas de nacionalidad polaca en la Segunda Guerra Mundial fue de alrededor de 850.000 militares y 6.000.000 de civiles lo que da un total de 6.850.000 personas. Esta cifra de bajas es una de las más altas en dicho conflicto.

## Ocupación alemana
El Generalplan Ost fue un plan secreto nazi de genocidio y limpieza étnica, concebido para ser realizado en los territorios ocupados por Alemania en la Europa del Este y Polonia ocupada durante la Segunda Guerra Mundial. El plan, preparado en los años 1939-1940, era parte del propio plan de Adolf Hitler de ampliar el Lebensraum alemán y la realización de la ideología del Drang nach Osten a favor de una expansión alemana hacia el este.
Entre septiembre y diciembre se establecieron las divisiones administrativas para Europa del este: la Gran Dánzig (norte de Polonia), Prusia Occidental (norte de Europa en el Báltico), la Gran Prusia Oriental (norte de Europa en el Báltico) y la zona del oeste de Polonia anexionada, que los nazis denominaron «Warthegau» («Reichsgau Wartheland»), cuya capital era Posen (Poznan), y que desempeñaría un papel crucial en la génesis de la Solución Final. Se creó también el conocido como Generalgouvernement en Polonia, zona administrativa que no quedó incorporada a la Gran Alemania y donde los nazis situarían sus campos de concentración y exterminio; fue nombrado jefe Hans Frank y Cracovia, importante comunidad judía, sería designada como su capital. De acuerdo con las indicaciones expresas de Hitler, el Gobierno General se constituyó como un territorio autónomo con respecto del Reich, y en él, lugar de destino del resto de polacos y judíos de Polonia.

## Ocupación soviética (1939-1941)
Al final de la guerra defensiva polaca de la Unión Soviética se hizo cargo de 52,1% del territorio de Polonia (~ 200,000 km²), con más de 13.700.000 personas. Las estimaciones varían, Elizabeth Trela-Mazur da los números en el plano de la composición étnica de estas áreas: 38% de los polacos (unos 5,1 millones de personas), 37% de los ucranianos, bielorrusos 14,5%, 8,4% de judíos, rusos y alemanes un 0,9% al 0,6%. También había alrededor de 336.000 refugiados procedentes de zonas ocupadas por Alemania, la mayoría de ellos judíos (198.000). En 1940 más de 20.000 miembros del personal militar polaco y civiles murieron a manos de los soviéticos en la masacre de Katyn.
En junio de 1941 comenzó la guerra entre ambos invasores del país (Alemania y Unión Soviética). Entre 1941 y 1945 Polonia fue ocupada por Alemania, siendo liberada de la ocupación germana por fuerzas soviéticas.